# Mads Bech Sørensen
Mads Bech Sørensen (Horsens, 7 gennaio 1999) è un calciatore danese, difensore del Midtjylland.

## Caratteristiche tecniche
È un terzino destro.

## Carriera

### Club
Cresciuto nel settore giovanile dell'Horsens, debutta in prima squadra il 3 maggio 2015 in occasione dell'incontro di 1. Division pareggiato 1-1 contro l'HB Køge. Nell'agosto 2017 viene ceduto a titolo definitivo al Brentford.

### Nazionale
Nel 2021 viene convocato dalla nazionale Under-21 per il campionato europeo di categoria; scende in campo il 25 marzo nell'incontro della fase a gironi contro la Francia.

## Statistiche
Statistiche aggiornate al 28 maggio 2023.

### Presenze e reti nei club
| Stagione            | Squadra          | Campionato       | Campionato | Campionato | Coppe nazionali | Coppe nazionali | Coppe nazionali | Coppe continentali | Coppe continentali | Coppe continentali | Altre coppe | Altre coppe | Altre coppe | Totale | Totale | Totale |
| Stagione            | Squadra          | Comp             | Pres       | Reti       | Comp            | Pres            | Reti            | Comp               | Pres               | Reti               | Comp        | Pres        | Reti        | Pres   | Reti   |        |
| ------------------- | ---------------- | ---------------- | ---------- | ---------- | --------------- | --------------- | --------------- | ------------------ | ------------------ | ------------------ | ----------- | ----------- | ----------- | ------ | ------ | ------ |
| 2014-2015           | Horsens          | 1D               | 6          | 0          | CD              | 0               | 0               |                    | -                  | -                  |             | -           | -           | 6      | 0      |        |
| 2015-2016           | Horsens          | 1D               | 5          | 0          | CD              | 0               | 0               |                    | -                  | -                  |             | -           | -           | 5      | 0      |        |
| 2016-2017           | Horsens          | SL               | 6+1        | 0          | CD              | 1               | 0               |                    | -                  | -                  |             | -           | -           | 8      | 0      |        |
| ago. 2017           | Horsens          | SL               | 3          | 1          | CD              | 0               | 0               |                    | -                  | -                  |             | -           | -           | 3      | 1      |        |
| Totale Horsens      | Totale Horsens   | Totale Horsens   | 20+1       | 1+0        |                 | 1               | 0               |                    | -                  | -                  |             | -           | -           | 22     | 1      |        |
| 2017-2018           | Brentford        | FLC              | 0          | 0          | FACup+CdL       | 0               | 0               |                    | -                  | -                  |             | -           | -           | 0      | 0      |        |
| 2018-2019           | Brentford        | FLC              | 8          | 0          | FACup+CdL       | 1+1             | 0               |                    | -                  | -                  |             | -           | -           | 2      | 0      |        |
| 2019-gen. 2020      | Brentford        | FLC              | 1          | 0          | FACup+CdL       | 1+0             | 0               |                    | -                  | -                  |             | -           | -           | 2      | 0      |        |
| gen.-giu. 2020      | AFC Wimbledon    | FL1              | 9          | 0          | FACup+CdL       | 0               | 0               |                    | -                  | -                  | EFL Trophy  | 0           | 0           | 9      | 0      |        |
| 2020-2021           | Brentford        | FLC              | 32         | 2          | FACup+CdL       | 2+5             | 1+0             |                    | -                  | -                  |             | -           | -           | 39     | 3      |        |
| 2021-2022           | Brentford        | PL               | 11         | 0          | FACup+CdL       | 2+2             | 0               |                    | -                  | -                  |             | -           | -           | 15     | 0      |        |
| ago. 2022           | Brentford        | PL               | 3          | 0          | FACup+CdL       | 0+1             | 0               |                    | -                  | -                  |             | -           | -           | 4      | 0      |        |
| set. 2022-gen. 2023 | Nizza            | PL               | 0          | 0          | CF              | 0               | 0               | UECL               | 0                  | 0                  |             | -           | -           | 0      | 0      |        |
| gen. 2023           | Brentford        | PL               | 1          | 0          | FACup+CdL       | 1+0             | 0               |                    | -                  | -                  |             | -           | -           | 2      | 0      |        |
| Totale Brentford    | Totale Brentford | Totale Brentford | 56         | 2          |                 | 16              | 1               |                    | -                  | -                  |             | -           | -           | 72     | 3      |        |
| gen.-giu. 2023      | Groningen        | E                | 11         | 0          | CO              | 0               | 0               |                    | -                  | -                  |             | -           | -           | 11     | 0      |        |
| Totale carriera     | Totale carriera  | Totale carriera  | 97         | 3          |                 | 17              | 1               |                    | -                  | -                  |             | 0           | 0           | 114    | 4      |        |

## Palmarès

### Club

#### Competizioni nazionali
- Campionato danese: 1

Midtjylland: 2023-2024

### Individuale
- Squadra del torneo degli Europei Under-21: 1

Ungheria-Slovenia 2021